# El Chajá
El Chajá és una entitat de població de l'Uruguai, ubicada al centre del departament de Treinta y Tres. Té una població aproximada de 250 habitants, segons dades del cens del 2004.
Es troba a 17 metres sobre el nivell del mar.